# Slavija

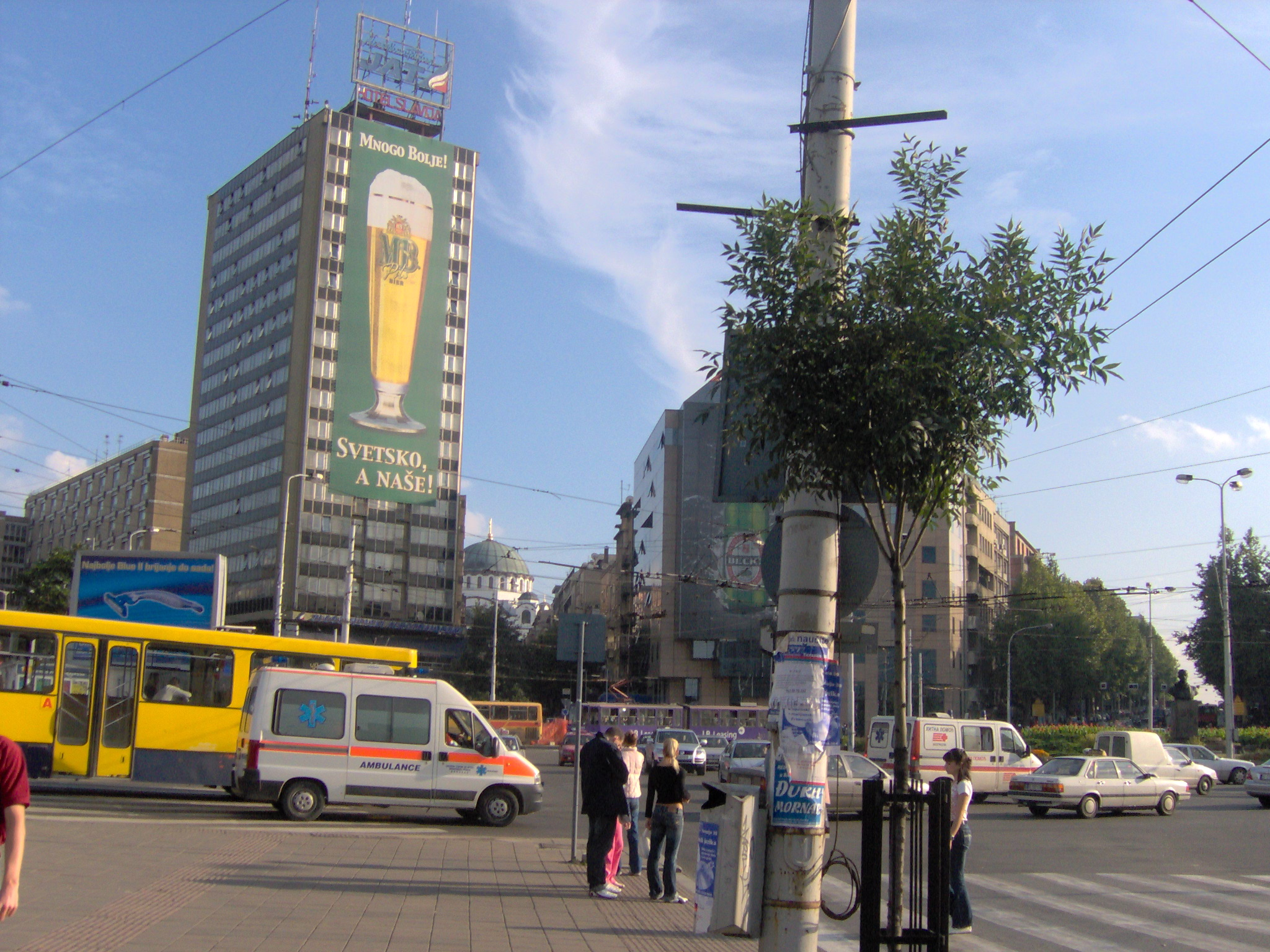
Die Slavija mit dem ältesten der Hotels

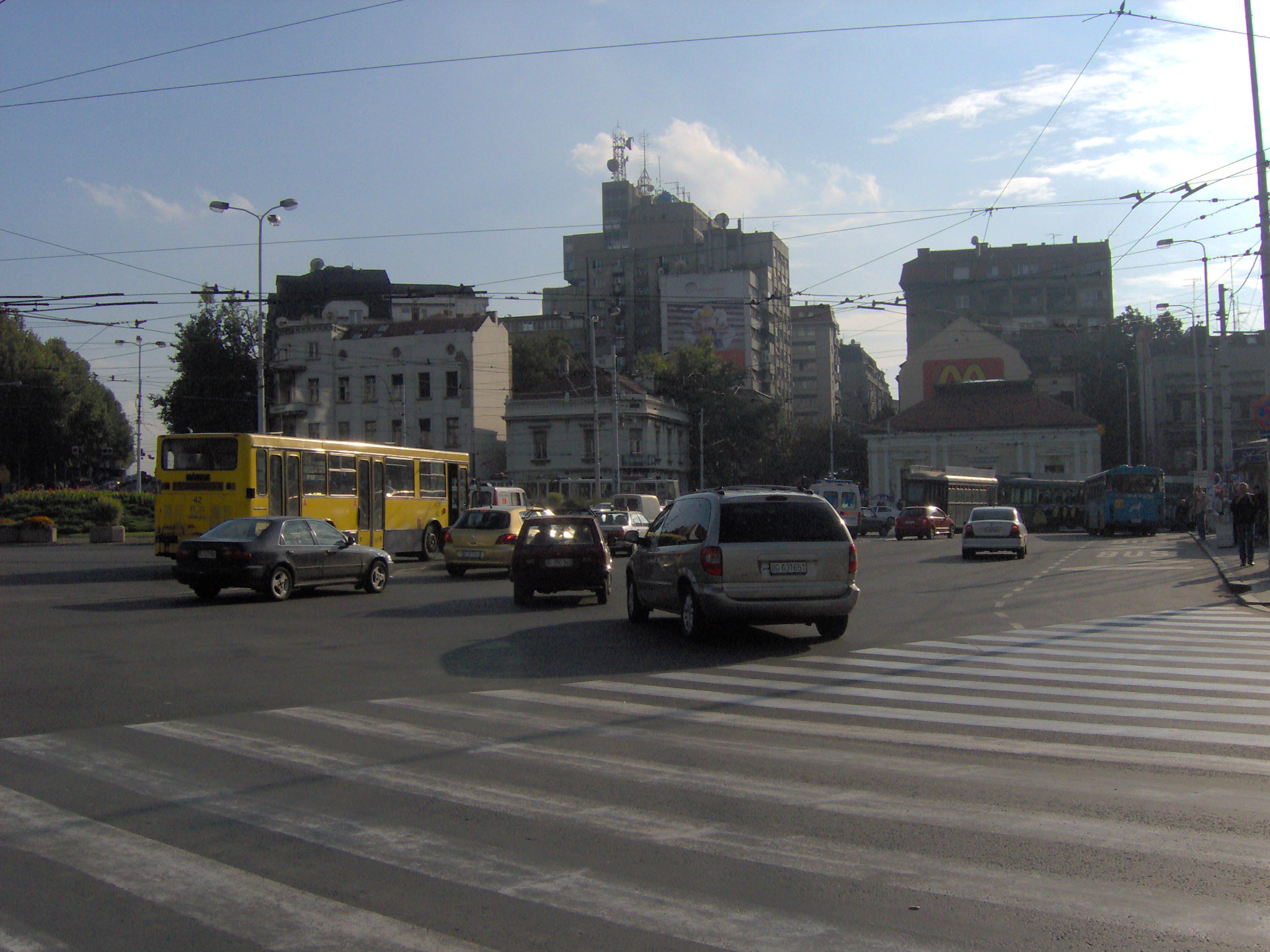
Blick zur Abzweigung der Nemanjina ulica

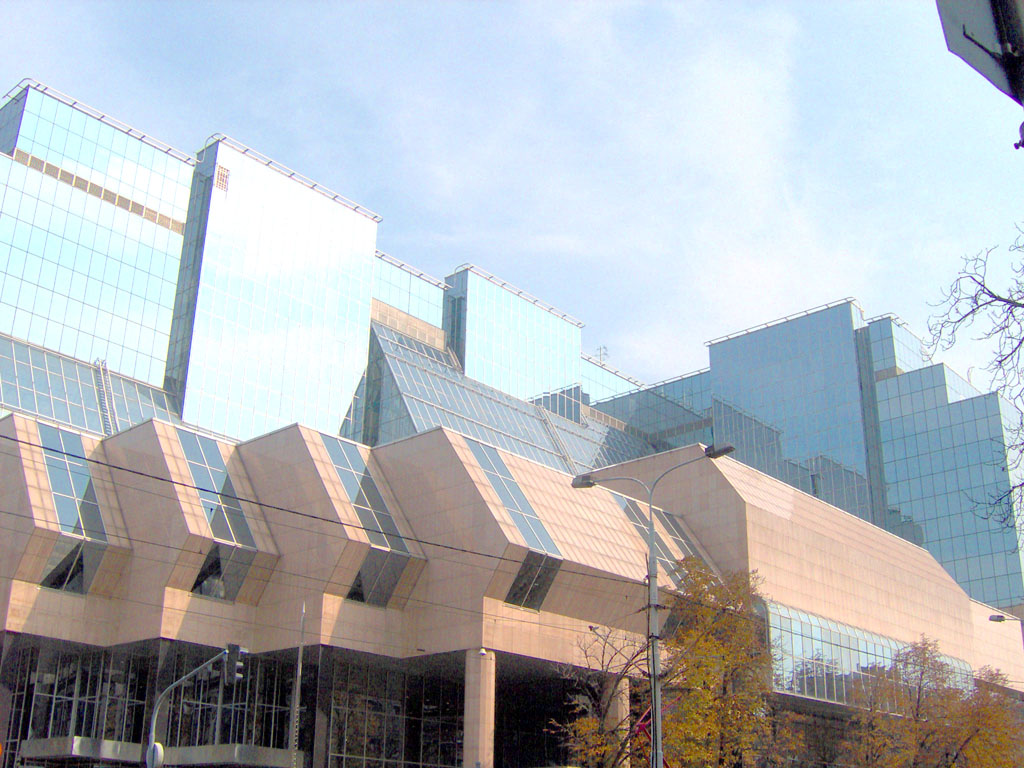
Die Nationalbank Serbiens

Slavija (serbisch-kyrillisch Славија) ist einer der großen zentralen Plätze von Belgrad, Serbien.

## Lage
Der Slavija-Platz liegt etwa 1,5 km südlich der Terazije zwischen den Stadtteilen Vračar und Savski Venac auf einer Höhe von 117 m.

## Geschichte
Bis in die 1880er Jahre hinein war das Gebiet der heutigen Slavija eine Senke am östlichen Stadtrand, in der sich ein See befand, an den die Einwohner zum Entenjagen kamen. Die Geschichte des Platzes begann mit dem schottischen Händler und Nazarener Francis Mackenzie, der hier ein großes Stück Land kaufte und dieses in Parzellen wiederum zum Verkauf anbot. Kurz nachdem Mackenzie hier ein Haus für sich selbst erbaut hatte, wurde der Platz um 1910 zum Versammlungsort der Arbeiterbewegung.
Die Slavija wurde offiziell als letzter in einer Folge von Plätzen vom Kalemegdan aus geplant; diese städtebauliche Idee wurde jedoch nie vollständig umgesetzt.
Nach dem Zweiten Weltkrieg begruben die Kommunisten die Gebeine des führenden serbischen Sozialisten Dimitrije Tucović im Zentrum des Platzes und 1947 wurde eine bronzene Büste von Tucović aufgestellt. Eine Umbenennung in Dimitrije-Tucović-Platz erfolgte ebenfalls. Der Name setzte sich aber nicht durch und wurde Anfang 2000 offiziell wieder zu Slavija geändert.
Am Platz residieren drei Hotels, die alle „Slavija“ heißen, sowie das älteste McDonald’s-Restaurant Osteuropas, das 1988 eröffnet wurde.

## Verkehr
Die als Kreisverkehr angelegte Slavija ist eine der meistbefahrenen Straßenkreuzungen in Belgrad. Hier treffen sieben Straßen und alle Verkehrssysteme der Stadt zusammen: Bus, Trolleybus und Straßenbahn. Eine Rekonstruktion des wichtigen Zubringers über die Nemanjina ulica konnte 2008 abgeschlossen werden.

## Architektur
Die Slavija ist von funktionaler Architektur geprägt und zeichnet sich mehr durch den Verkehr als durch architektonische Raffinesse aus. Der Platz sollte modern umgestaltet und das Denkmal Dimitrije Tucovićs entfernt werden, doch die vorgeschlagenen Entwürfe sind nie ausgeführt worden.
Erwähnenswert ist, dass eine Seite des Platzes – die sogenannte Miticeva rupa am nördlichen Rand – nach mehreren gescheiterten Versuchen, hier ein repräsentatives Objekt zu errichten, noch immer unbebaut. Eine Zeit lang stand hier eine große Sonnenuhr.
An der Nemanjina Ulica wurde Anfang der 1990er Jahre die Nationalbank Serbiens erbaut.

## Einzelbelege
1. ↑  Beograd u brojkama 2006 (Memento vom 16. Februar 2008 im Internet Archive)

Koordinaten: 44° 48′ 9,1″ N, 20° 27′ 58,8″ O